# Benjamin Stasiulis
Benjamin Stasiulis (Mulhouse, 20 juli 1986) is een Franse zwemmer. Hij vertegenwoordigde Frankrijk op de Olympische Zomerspelen 2008 in Peking en op de Olympische Zomerspelen 2012 in Londen.

## Carrière
Bij zijn internationale debuut, op de Europese kampioenschappen kortebaanzwemmen 2006 in Helsinki, strandde Stasiulis in de halve finales van de 50 en de 100 meter rugslag en in de series van de 200 meter vrije slag en de 200 meter rugslag.
In Debrecen nam Stasiulis deel aan de Europese kampioenschappen kortebaanzwemmen 2007. Op dit toernooi eindigde hij als vijfde op de 200 meter rugslag en als zevende op de 100 meter rugslag, op de 50 meter rugslag werd hij uitgeschakeld in de halve finales.
Op de Europese kampioenschappen zwemmen 2008 in Eindhoven strandde Stasiulis in de halve finales van zowel de 50 als de 100 meter rugslag en in de series van de 200 meter vrije slag. Tijdens de Olympische Zomerspelen van 2008 in Peking werd Stasiulis uitgeschakeld in de series van de 100 meter rugslag, samen met Hugues Duboscq, Christophe Lebon en Fabien Gilot strandde hij in de series van de 4x100 meter wisselslag.
In Rome nam Stasiulis deel aan de wereldkampioenschappen zwemmen 2009, op dit toernooi werd hij uitgeschakeld in de series van de 50, 100 en 200 meter rugslag. Op de Europese kampioenschappen kortebaanzwemmen 2009 in Istanboel eindigde Stasiulis als vijfde op de 50 meter rugslag en als negende op de 100 meter rugslag, op de 200 meter rugslag strandde hij in de series. Op de 4x50 meter wisselslag veroverde hij samen met Hugues Duboscq, Frédérick Bousquet en Amaury Leveaux de bronzen medaille. Samen met Amaury Leveaux, Jérémy Stravius en David Maitre zwom hij in de series van de 4x50 meter vrije slag, in de finale legden Leveaux, Stravius en Maitre samen met Frédérick Bousquet beslag op de Europese titel. Voor zijn aandeel in de series ontving hij eveneens de gouden medaille.
Tijdens de Europese kampioenschappen zwemmen 2010 in Boedapest sleepte Stasiulis de bronzen medaille in de wacht op de 200 meter rugslag. In Dubai nam de Fransman deel aan de wereldkampioenschappen kortebaanzwemmen 2010, op dit toernooi werd hij uitgeschakeld in de series.
Op de wereldkampioenschappen zwemmen 2011 in Shanghai strandde Stasiulis in de halve finales van de 200 meter rugslag.
Tijdens de Europese kampioenschappen zwemmen 2012 in Debrecen eindigde de Fransman als zevende op de 200 meter rugslag, op de 4x100 meter wisselslag eindigde hij samen met Hugues Duboscq, Romain Sassot en Alain Bernard op de vierde plaats. In Londen nam Stasiulis deel aan de Olympische Zomerspelen van 2012, op dit toernooi werd hij uitgeschakeld in de series van zowel de 100 als de 200 meter rugslag. Op de Europese kampioenschappen kortebaanzwemmen 2012 in Chartres veroverde de Fransman de zilveren medaille op de 100 meter rugslag en de bronzen medaille op de 200 meter rugslag, daarnaast eindigde hij als zesde op de 50 meter rugslag.

## Internationale toernooien
| Jaar | Olympische Spelen                     | WK langebaan                                      | WK kortebaan     | EK langebaan                                         | EK kortebaan |
| ---- | ------------------------------------- | ------------------------------------------------- | ---------------- | ---------------------------------------------------- | --- |
| 2006 |                                       |                                                   | geen deelname    | geen deelname                                        | 40e 200m vrije slag 10e 50m rugslag 12e 100m rugslag 13e 200m rugslag                                                      |
| 2007 |                                       | geen deelname                                     |                  |                                                      | 10e 50m rugslag 7e 100m rugslag 5e 200m rugslag                                                                            |
| 2008 | 25e 100m rugslag 9e 4x100m wisselslag |                                                   | geen deelname    | 47e 200m vrije slag 12e 50m rugslag 16e 100m rugslag | geen deelname |
| 2009 |                                       | 24e 50m rugslag 19e 100m rugslag 18e 200m rugslag |                  |                                                      | 5e 50m rugslag · 9e 100m rugslag · 12e 200m rugslag · 4x50m vrije slag · Stasiulis zwom enkel de series · 4x50m wisselslag |
| 2010 |                                       |                                                   | 11e 200m rugslag | 200m rugslag                                         | geen deelname |
| 2011 |                                       | 11e 200m rugslag                                  |                  |                                                      | geen deelname |
| 2012 | 31e 100m rugslag 24e 200m rugslag     |                                                   | geen deelname    | 7e 200m rugslag 4e 4x100m wisselslag                 | 6e 50m rugslag · 100m rugslag · 200m rugslag                                                                               |

## Persoonlijke records
Bijgewerkt tot en met 23 maart 2012
Kortebaan
| Afstand      | Tijd    | Datum            | Plaats    |
| ------------ | ------- | ---------------- | --------- |
| 50m rugslag  | 23,33   | 11 december 2009 | Istanboel |
| 100m rugslag | 50,29   | 12 december 2009 | Istanboel |
| 200m rugslag | 1.51,27 | 10 december 2009 | Istanboel |

Langebaan
| Afstand      | Tijd    | Datum         | Plaats      |
| ------------ | ------- | ------------- | ----------- |
| 50m rugslag  | 25,03   | 26 april 2009 | Montpellier |
| 100m rugslag | 53,27   | 22 april 2009 | Montpellier |
| 200m rugslag | 1.56,39 | 23 maart 2012 | Duinkerke   |